# Zamek w Stepaniu
Zamek w Stepaniu – zamek zbudował w XVI w. książę Konstanty Iwanowicz Ostrogski, hetman wielki litewski, starosta łucki, bracławski, winnicki, marszałek ziemi wołyńskiej.

## Historia
Po Ostrogskich właścicielem majątku wraz z zamkiem został książę Janusz Sanguszko, później Józef Lubomirski, podstoli litewski, od 1775 r. rodzina Potockich a od 1780 r. hr. Worcellów. W czasie swojej świetności gośćmi na zamku byli między innymi: król Polski Stefan Batory, stąd stojącą basztę ludność nazywa imieniem Stefana Batorego, hetman koronny Stefan Czarniecki, który był tu w 1648 r. po wygranej bitwie z Kozakami, król Szwecji Karol XII oraz car Piotr I Wielki z żoną Katarzyną I.

## Pałac
Worcellowie postawili poza obrębem zamku nowy pałac.

## Architektura
Pierwotny drewniany zamek zbudowany został przez ród książąt ruskich. Była to trudno dostępna warownia położona pośród mokradeł i bagien rzeki Horyń. Książę Konstanty Iwanowicz Ostrogski wzniósł gotycką murowaną budowlę obronną. Założona była na planie kwadratu. Długość boku bronionego przez wysoki na 10 m wał wynosiła około 90 m a w narożnikach znajdowały się cztery bastiony. Przed wałem znajdowała się głęboka fosa. W skład założenia wchodził murowany budynek mieszkalny, pod którym rozciągały się lochy, baszta i zabudowania gospodarcze.  W połowie XVIII w. zamek popadł w ruinę. Obecnie po zamku pozostał wysoki wał nad rzeką, który w swym obrębie zawiera gruzy dawnego zamku.